# Любимец 2007
ФК Любимец 2007 (болг.  FC Lyubimets 2007) — болгарский профессиональный футбольный клуб, базирующийся в городе Любимец. В сезоне 2013-2014 годах клуб принял участие в футбольной группе А, впервые в своей истории.
Домашней ареной клуба служит местный муниципальный стадион в городе Любимец, вмещающий около 4 000 человек.

## История
Клуб был основан в 1921 году и первоначально носил название «Марица». В 1947 году изменилось на «Стрела». В 1960-е годы клуб окончательно был переименован на «Любимец». Команда принимала участие исключительно в третьем и четвёртом дивизионах болгарского футбола и была распущена в конце сезона 1993-1994 гг.
В 2007 году клуб был восстановлен под названием «Любимец 2007». В дебютном сезоне команда впервые пробилась во второй дивизион. В первом своём сезоне на профессиональном уровне команда заняла 7-е место.
9 января 2013 года бывший игрок клуба Веселин Великов был назначен его главным тренером. Спустя четыре месяца он привел «Любимец» к повышению в Первую лигу впервые за всю историю клуба, завершив сезон 2012/13 во Второй лиге на втором месте.

## Достижения
Группа «Б»
- 2-е место: 2012/13

## Тренеры
После восстановления
|                 | \| Имя \| Страна \| Дата \| \| --------------- \| ------ \| --------------------------- \| \| Димчо Марков \| \| июнь 2006–октябрь 2008 \| \| Ивайло Петев \| \| октябрь 2008–август 2009 \| \| Стамен Белчев \| \| август 2009–сентябрь 2012 \| \| Красимир Мечев \| \| сентябрь 2012–январь 2013 \| \| Веселин Великов \| \| январь 2013–август 2013 \| \| Красимир Мечев \| \| 10 августа 2013–январь 2014 \| |                             |
| Имя             | Страна | Дата                        |
| Димчо Марков    | Болгария | июнь 2006–октябрь 2008      |
| Ивайло Петев    | Болгария | октябрь 2008–август 2009    |
| Стамен Белчев   | Болгария | август 2009–сентябрь 2012   |
| Красимир Мечев  | Болгария | сентябрь 2012–январь 2013   |
| Веселин Великов | Болгария | январь 2013–август 2013     |
| Красимир Мечев  | Болгария | 10 августа 2013–январь 2014 |